# Акантофолис
Акантофолис (лат. Acanthopholis - "шипастая чешуя") — сомнительный род анкилозавровых динозавров семейства нодозавридов, предположительно живших в раннем меловом периоде на территории современной Великобритании.

## История изучения
Приблизительно в 1865 году коллекционер окаменелостей Джон Гриффитс обнаружил остатки динозавра, в том числе остеодермы (костяные щитки), на берегу возле городка Фолкстон (графство Кент, Англия), а затем продал их металлургу доктору Джону Перси. Перси представил окаменелости вниманию Томаса Генри Хаксли, заплатившего впоследствии Гриффитсу, чтобы он выкопал все остатки на том берегу, которые сможет найти. Несмотря на то, что участок раскопок был расположен на уровне приливов и отливов, Гриффитс сумел обнаружить некоторые другие фрагменты скелета и костяные щитки.
В 1867 году Хаксли дал название роду и виду — Acanthopholis horridus. Родовое имя динозавра происходит от греческих слов akantha (шип) и pholis (чешуя) , а видовое представляет собой латинское слово horridus, что означает "пугающий". Артур Смит Вудвард в 1890 году изменил видовое имя на Acanthopholis horrida, так как слово pholis имеет женский род.
Типовыми экземплярами являются котипы GSM 109045 и GSM 109058, обнаруженные в формации Чалк-Груп (en:Chalk Group), включающей в себя отложения с альбского до сеноманского яруса. Данные окаменелости представляют собой три зуба, основание черепа, спинной позвонок, а также шипы и щитки.
В 1869 году Гарри Говир Сили назвал несколько новых видов акантофолиса на основе остатков из формации Кембридж-Гринсэнд (en:Cambridge Greensand): Acanthopholis macrocercus (на основе особей CAMSM B55570-55609), Acanthopholis platypus (CAMSM B55454-55461) и Acanthopholis stereocercus (CAMSM B55558-55569). Позже, Сили отделил материал Acanthopholis stereocercus и на его основе выделил новый вид аноплозавра, Anoplosaurus major. Он также описал новый вид, Acanthopholis eucercus, на основе шести хвостовых позвонков (CAMSM 55552-55557). Однако в 1902 году Франц Нопча переименовал данный вид в Acanthopholis major, одновременно переименовав Anoplosaurus curtonotus в Acanthopholis curtonotus. Также, в 1879 году Сили на основе части материала Acanthopholis macrocercus выделил род Syngonosaurus. В 1956 году Фридрих фон Хюне переименовал A. platypus в Macrurosaurus platypus.
В 1999 году палеонтологи Хабьер Переда-Супербиола и Пол Баретт пересмотрели все материалы по Acanthopholis, и пришли к выводу, что данный род и все его виды относятся к так называемыми nomina dubia, то есть сомнительными для науки, а окаменелости-синтипы являются неклассифицированными остатками различных анкилозавров и орнитопод. Так, например, плюсневые кости, включённые в серию синтипов Acanthopholis platypus, в действительности принадлежат завроподу (но остальные синтипы - нет). Ещё учёные обнаружили два официально не опубликованных имени, которые Сили использовал для маркировки музейных окаменелостей - Acanthopholis hughesii для особи SMC B55463-55490 и Acanthopholis keepingi для SMC B55491-55526. Эти два наименования не были выделены Сили как новые виды и в настоящее время также относятся к сомнительным.

## Особенности строения
Акантофолис, согласно ранним представлениям, был четвероногим травоядным бронированным динозавром и имел строение тела, характерное для всех нодозавридов. Его броня состояла из овальных пластин, расположенных практически параллельно коже, и длинных шипов, растущих из области шеи и плеч вдоль хребта. Длина динозавра, по оценкам различных учёных, могла составлять от 3 до 5 метров, а вес - примерно 380 килограмм.